# 星野辰雄
星野 辰雄（ほしの たつお、1893 - 没年不詳）は、日本の法学者、商学者、教育者、弁護士、翻訳家。立教大学経済学部元教授。父は渋沢栄一。旧姓名、渋沢辰雄。

## 人物・経歴
1893年、渋沢栄一の庶子として生まれる。
星野錫（東京印刷社長・衆議院議員）の養子となり、星野姓を名乗る。
立教学院を経て、東京帝国大学仏法科を卒業したのち、同大学院にて商法および仏法の研究を行う。1923年（大正12年）に弁護士登録を行う。
その後、フランス・パリにあるソルボンヌ大学並びにリヨン大学で労働立法、商法、経済の研究に従事。また、1921年（大正10年）からは、国際労働会議に出席した。
立教大学の教授となり、労働法制とフランス語を講じた。東京印刷会社及び東京醸造会社の取締役も務めた。
1928年（昭和3年）に、母校の立教学院後援会が組織された際には、会長に就任した松崎半三郎（森永製菓社長）とともに副会長となり、立教学院校友会の幹事役員も務めた。1930年（昭和5年）には、立教大学の学生消費組合部長を務めた。

## 主な著作
- 『労働立法の国際的統一運動』 星野辰雄著  伊藤重治郎編 立教大学商学研究室 1930年
- 『婦人参政権の理論と実際』 ジョセフ・バルテルミイ著　星野辰雄訳 白水社 1931年
- 『労働法提要』アンリ・カピタン、ポール・キューシュ共著 星野辰雄、石崎政一郎共訳 梓書房 1932年
- 『法学フランス語入門』星野辰雄著 白水社 1934年

## 親族
- 父・渋沢栄一
- 養父・星野錫
- 養母・浦野さよ（浦野耕叟の次女）
- 妻・万亀（万亀子、穂積八束の次女）、万亀は異母姉の歌子（渋沢栄一の正妻・千代の娘）の義理の姪（歌子の夫の弟の娘）でもある。
- 長男・星野乾
- 長女・星野銈子
- 次女・星野安子
- 三女・星野和子